# الاتحاد المغربي للشغل
الاتحاد المغربي للشغل (UMT) هو مركز نقابي مغربي مستقل تأسس بتاريخ 20 مارس 1955 قبل استقلال المغرب. منذ ديسمبر 2010 كان الأمين العام للاتحاد هو ميلودي موخاريق الذي حل خلفا للمؤسس التاريخي المحجوب بن الصديق الذي توفي في 17 سبتمبر 2010.

## التاريخ
أسس الاتحاد بدفع من عبد الله إبراهيم، الذي كان مقتنعاً بأن الطبقة العاملة يجب أن تكون في طليعة الحركة من أجل الاستقلال.

## الأيديولوجيا
تأسس الاتحاد على ثلاثة مبادئ أساسية:
- الاتحاد النقابي: الدفاع عن حقوق الطبقة العاملة والترويج للوحدة في مواجهة التهديدات الخارجية.
- الاستقلالية النقابية: حماية العمال من أي استغلال من قبل الدولة، الأحزاب السياسية أو أرباب العمل.
- الديمقراطية النقابية: ضمان مشاركة سياسية حرة لجميع أعضائها.

## التنظيم
ينظم الاتحاد المغربي للشغل نفسه حول عدة هيئات، منها المؤتمر الوطني، المجلس الوطني، اللجنة التنفيذية،مكتب الاتحاد، لجنة الرقابة، لجنة النزاعات، واللجنة الإدارية.

## التعاون الدولي
الاتحاد مُنتسِب إلى الاتحاد الدولي للنقابات. وهو يشارك بنشاط في التبادلات مع نقابات أخرى دولياً، وخاصة مع CFDT في فرنسا.

## الانشقاقات
- في عام 1960، أدى انشقاق داخل الاتحاد إلى تأسيس الاتحاد العام لعمال المغرب (UGTM).
- في عام 1978، حدث انشقاق آخر أدى إلى تأسيس الكونفدرالية الديمقراطية للشغل (CDT)، بقيادة نوبير أماوي.